# Џуниор Фирпо
Ектор Џуниор Фирпо Адамес (шп. Héctor Junior Firpo Adames; Санто Доминго, 22. август 1996) је доминикански фудбалер који тренутно наступа за Лидс јунајтед. Игра на позицији левог бека.

## Успеси
Барселона
- Куп Шпаније (1) : 2020/21.[5]
- Суперкуп Шпаније: (финале: 2021)[6]

 Шпанија до 21
- Европско првенство до 21 године (1) :  2019.[7]